# 김민호 (1961년)
김민호(金旻浩, 1961년 4월 28일 ~ )는 전 KBO 리그 롯데 자이언츠의 내야수, 지명타자이자,현 KBO 리그 한화 이글스의 1군 타격코치이다.

## 선수 시절

### 롯데 자이언츠시절
1984년 동국대학교를 졸업하고 롯데 자이언츠에 입단하여 주로 내야수로 활동했다.
입단 초기에는 김용철에 가려서 크게 빛을 보지 못하다가 1986년부터 롯데 자이언츠의 주전 1루수로 활약했으며 이에 앞서 같은 해 청보 핀토스 감독으로 부임한 허구연 해설위원이 본인(김민호) 트레이드를 제안했지만 청보의 성적이 부진했던 데다 허구연 감독이 중도 경질되어 무산됐다.
특히 1991년에는 20홈런, 3할대 타율, 68타점을 기록하며 확실한 4번 타자로 자리매김하고 시즌이 끝난 뒤에 한-일 수퍼게임의 한국 대표로 선발됐다.
1992년에는 3할대 타율, 16홈런, 88타점을 기록하며 홈런을 제외한 타격 전 부문에서 커리어 하이를 기록하며 팀의 우승에 크게 공헌했다.
1993년부터 기량이 하락하기 시작해 그 이후로도 3할 타율을 기록하지 못했으며 코치 제의 한 번 못 받고 1996년을 마지막으로 은퇴했으며 그 당시 롯데는 프랜차이즈 스타를 키우는 데 소홀했다는 혹평을 받아왔고 그나마 부산이 낳은 한국 최고 투수 중 한 명이었던 최동원은 1988년 시즌 후 부산을 떠난 뒤 고향 팀 롯데에 선수-코치로 복귀하지 못했다.

## 야구선수 은퇴 후
은퇴 후 동의대학교에서 정보명, 손시헌, 윤성환 등을 양성했고, 조성옥의 뒤를 이어 부산고등학교 야구부 감독이 됐다.

## 별명
- 선수 시절 '자갈치'라고 불렸는데 자갈치 시장이 부산을 대표하는 어시장이고 그가 부산을 대표하는 타자라는 의미가 있으며 본인(김민호) 이후 롯데의 아시아인 4번타자 자리는 우타자의 전성시대이기도[5] 했다.

## 타격 및 수비
동시대에 선수 생활을 했던 박정태와 함께 독특한 타격폼으로 이름이 높았는데 타격 준비 자세에서 배트를 몸쪽으로 붙였다 뗀 뒤 배트 헤드를 홈플레이트를 향해 떨어뜨렸다가 다시 올린 후 타격을 했다. 이는 타이밍을 맞추기 위한 그만의 독특한 자세였다.
그는 장타자라기 보다는 교타자에 가까운 스타일이었지만 상당한 펀치력을 갖추고 있었고 무엇보다 리그 정상급의 클러치 능력을 갖추고 있었다. 위기 상황에서 만나면 스탯 이상의 포스를 보여주는 타자였다.
그가 1991년 기록한 20홈런은 1997년 마해영이 25홈런을 기록하기 전까지 한 동안 90년대 롯데 자이언츠 타자 중 한 시즌 최다 홈런 기록으로 남아 있었다. 마해영, 임수혁, 펠릭스 호세 같은 '거포'들이 등장하기 전까지 롯데 자이언츠가 얼마나 장타력이 부족한 팀인지를 잘 보여주는 반증이기도 하다.
또한 그는 타격 자세 못지 않게 독특한 수비 자세로도 인기를 모았는데 내야수의 1루 송구가 낮게 날아올 때 다리를 일자로 찢고 공을 걷어올리는 스타일의 수비를 많이 보였다.

## 등번호

### 선수 시절
- '10' - 롯데 자이언츠 (1984년 ~ 1996년)

### 지도자 시절
- '77' - 부산고등학교 야구부 감독 (2007년 ~ 2013년)
- '82' - 롯데 자이언츠 코치 (2013년 ~ 2015년)
- '92' - 롯데 자이언츠 코치 (2015년)

## 출신 학교
- 성서초등학교
- 부산동성중학교
- 부산고등학교
- 동국대학교

## 통산 기록
| 연도 | 팀명   | 타율  | 경기 | 타수 | 득점 | 안타 | 2루타 | 3루타 | 홈런 | 루타 | 타점 | 도루 | 도실 | 볼넷 | 사구 | 삼진 | 병살 | 실책 |
| ---- | ------ | ----- | ---- | ---- | ---- | ---- | ----- | ----- | ---- | ---- | ---- | ---- | ---- | ---- | ---- | ---- | ---- | ---- |
| 1984 | 롯데   | 0.257 | 60   | 113  | 9    | 29   | 9     | 0     | 0    | 38   | 9    | 0    | 1    | 12   | 0    | 14   | 0    | 2    |
| 1985 | 롯데   | 0.280 | 67   | 118  | 9    | 33   | 6     | 1     | 1    | 44   | 10   | 0    | 2    | 4    | 1    | 18   | 1    | 2    |
| 1986 | 롯데   | 0.233 | 93   | 279  | 22   | 65   | 12    | 2     | 4    | 93   | 29   | 3    | 3    | 19   | 2    | 31   | 10   | 6    |
| 1987 | 롯데   | 0.264 | 104  | 337  | 36   | 89   | 15    | 2     | 4    | 120  | 50   | 9    | 2    | 50   | 2    | 36   | 7    | 8    |
| 1988 | 롯데   | 0.323 | 101  | 356  | 55   | 115  | 17    | 0     | 14   | 174  | 64   | 6    | 2    | 55   | 2    | 41   | 4    | 9    |
| 1989 | 롯데   | 0.291 | 115  | 357  | 40   | 104  | 24    | 2     | 4    | 144  | 49   | 3    | 3    | 66   | 1    | 42   | 5    | 8    |
| 1990 | 롯데   | 0.313 | 79   | 288  | 44   | 90   | 19    | 5     | 8    | 143  | 45   | 7    | 2    | 34   | 4    | 33   | 6    | 6    |
| 1991 | 롯데   | 0.303 | 111  | 363  | 66   | 110  | 23    | 5     | 20   | 203  | 68   | 1    | 1    | 51   | 1    | 38   | 7    | 5    |
| 1992 | 롯데   | 0.322 | 118  | 413  | 69   | 133  | 28    | 4     | 16   | 217  | 88   | 5    | 2    | 68   | 6    | 76   | 10   | 7    |
| 1993 | 롯데   | 0.221 | 110  | 339  | 44   | 75   | 17    | 1     | 11   | 127  | 62   | 6    | 4    | 58   | 3    | 62   | 8    | 6    |
| 1994 | 롯데   | 0.296 | 117  | 439  | 58   | 130  | 34    | 2     | 15   | 213  | 78   | 21   | 3    | 44   | 3    | 84   | 10   | 2    |
| 1995 | 롯데   | 0.215 | 88   | 284  | 29   | 61   | 15    | 3     | 5    | 97   | 39   | 2    | 2    | 20   | 0    | 67   | 9    | 2    |
| 1996 | 롯데   | 0.172 | 44   | 93   | 7    | 16   | 2     | 0     | 4    | 30   | 15   | 1    | 1    | 10   | 2    | 18   | 0    | 0    |
| 통산 | 13시즌 | 0.278 | 1207 | 3779 | 488  | 1050 | 221   | 27    | 106  | 1643 | 606  | 64   | 28   | 491  | 27   | 560  | 77   | 63   |

## 주요 기록
| 기록     | 날짜        | 소속 | 구장 | 상대팀 | 상대 투수 | 경기수 | 타석수 | 달성 당시 나이 | 기타        | 각주 |
| -------- | ----------- | ---- | ---- | ------ | --------- | ------ | ------ | -------------- | ----------- | ---- |
| 600타점  | 1996. 5. 16 | 롯데 | 전주 | 쌍방울 |           |        |        |                | 역대 5번째  |      |
| 1000안타 | 1995. 7. 2  | 롯데 | 전주 | 쌍방울 |           | 1139   | 4227   | 34세 2개월 4일 | 역대 10번째 |      |